# París-Roubaix 1901
La 6º edición de la carrera ciclista París-Roubaix tuvo lugar el 7 de abril de 1901 y fue ganada por el francés Lucien Lesna. La prueba contó con 280 kilómetros. Tomaron la salida 60 corredores.

## Clasificación final

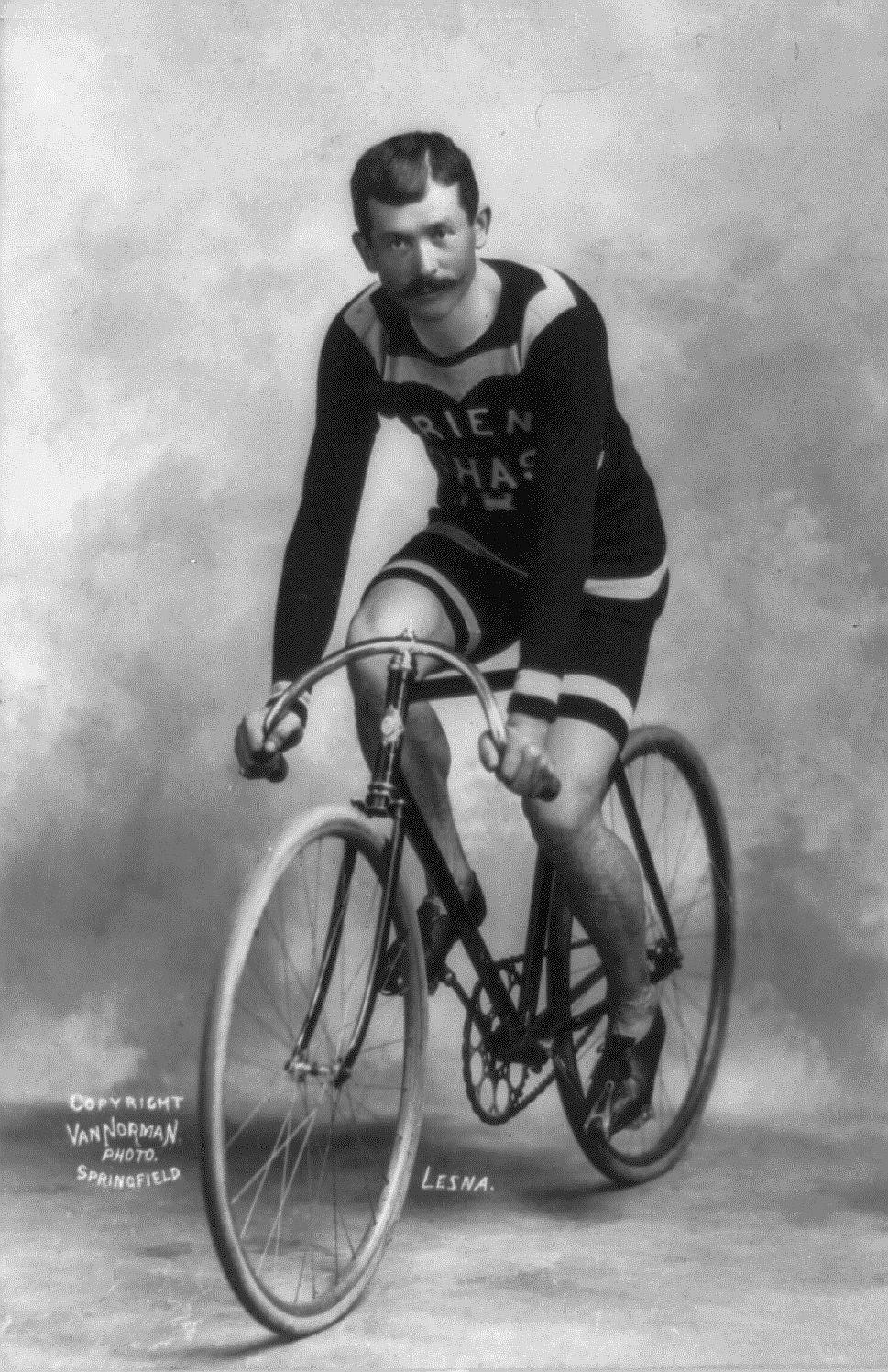
Lucien Lesna ganador de esta edición.

| Posición | Ciclista           | Equipo | Tiempo     |
| -------- | ------------------ | ------ | ---------- |
| 1        | Lucien Lesna       | -      | 10h49'36"  |
| 2        | Ambroise Garin     | -      | a 26'00"   |
| 3        | Lucien Itsweire    | -      | a 40'03"   |
| 4        | Alphonse Seys      | -      | a 59'42"   |
| 5        | Louis Schiller     | -      | a 1h09'59" |
| 6        | Alexandre Foureaux | -      | a 1h13'12" |
| 7        | Jean Fischer       | -      | a 1h18'03" |
| 8        | Édouard Wattelier  | -      | a 1h19'36" |
| 9        | Pierre Chevalier   | -      | a 1h26'00" |
| 10       | Georges Pasquier   | -      | a 1h41'13" |